# Polyalthia simiarum
Polyalthia simiarum este o specie de plante din genul Polyalthia, familia Annonaceae. A fost descrisă pentru prima dată de Buch.-ham., Joseph Dalton Hooker și Thomas Thomson, și a primit numele actual de la George Bentham och William Jackson Hooker.

## Subspecii
Această specie cuprinde următoarele subspecii:
- P. s. cochinchinensis
- P. s. parvifolia